# China Zorrilla
China Zorrilla, rođena kao Concepción Matilde Zorrilla de San Martín Muñoz (Montevideo, 14. ožujka 1922. – Montevideo, 17. rujna 2014.), je bila urugvajska kazališna, filmska i televizijska glumica, redateljica, producentkinja i spisateljica.
Nakon duge karijere u urugvajskom kazalištu, Zorrilla je napravila preko 40 nastupa u argentinskim filmovima, kazališnim i televizijskim predstavama. U Urugvaju je djelovala tijekom 1950-ih i 1960-ih te se kasnije nastanila u Argentini gdje je živjela više od 35 godina. S 90 godina odlazi u mirovinu i vraća se u Urugvaju, gdje je i umrla 2014.

## Životopis

### Rani život
China je rođena u Montevideu u aristokratskoj urugvajskoj obitelji, kao druga od pet kćeri Gume Muñoz del Campo i kipara Joséa Luisa Zorrilla de San Martína. Cijenjeni urugvajski pjesnik, Juan Zorrilla de San Martín, je njezin djed po ocu. Njezina starija sestra, Guma Zorrilla (1919. – 2001.), bila je poznata kazališna kostimografkinja u Urugvaju.
Odrasla je u Parizu s njezine četiri sestre. Nakon povratka u Montevideo, pohađala je školu Sagrado Corazon (Sveti Križ). Godine 1946. dobiva stipendiju i odlazi na Kraljevsku akademiju dramskih umjetnosti u Londonu, gdje je studirala pod vodstvom grčke glumice Katine Paxinou.

### Urugvaj
Povratkom u svoj rodni grad, Zorrilla ostvaruje kazališni debi u djelu The Tidings Brought to Mary (1948.). Odmah nakon toga, ona se pridružuje ansamblu Nacionalne komedije Urugvaja, koji su izvodili djela deset godina u Kazalištu Solís
Tijekom 1950-ih i 1960-ih, Zorrilla se pojavila u brojnim izvedbama kao što Filomena Marturano, Romeo i Julija, Macbeth, San Ivanjske noći te Tartuffe. Pojavila se i u djelima brojnih umjetnika kao što su: Peter Ustinov, Tirso de Molina, Lope de Vega, Henrik Ibsen, August Strindberg, J. B. Priestley, Ferenc Molnár, i drugi.
Nakon desetljeća provedenih u skupini Comedia Nacional, Zorrilla odlazi u Teatro de la Ciudad de Montevideo s glumcem Enriqueom Guarnerom i glumcem-književnikom Antoniom Larretaom. Skupina je krenula na turneju po Buenos Airesu, Parizu i Madridu, gdje su osvojili Španjolsku nagradu za kritiku.
Između 1964. i 1966. godine, Zorrilla živi u New Yorku, gdje je radila kao učiteljica francuskog i tajnica na Broadwayu. Kao dopisnik urugvajskog lista El País, pokrivala je događaje kao što je Filmski festival u Cannesu te neki drugi međunarodni događaji.

### Argentina
Godine 1971. China Zorilla je napravila filmski debi glumeći "Donnu Natividad" u trećoj filmskoj verziji klasika Un Guapo del 900. Sljedećeg ljeta je napravila spektakularni zaokret zamjenjujući glumicu Anu Maríu Campoy u izvedbi Butterflies Are Free, koja je izvedena u Mar del Plati. Nakon toga je jedan dio života živjela u Buenos Airesu. Njezin boravak u Argentini podudara se s civilnom i vojnom diktaturom u Urugvaju (1973. – 1985.), koja ju je i prisilila da ostane u inozemstvu. Tijekom tog razdoblja, bilo joj je zabranjeno, od strane vojnog režima, da nastupa u urugvajskim kazalištima. Nakon povratka demokracije u Urugvaj (1980.), Zorrilla je napravila svoj pobjednički povratak u Teatro Solísu kada je glumila Emily Dickinson.
Zorrilla je također adaptirala, režirala, producirala i drame i mjuzikle: Sluga dvaju gospodara (Goldoni), 12 ljutih muškaraca (Reginald Rose), Buha u uhu (Georges Feydeau) i Izgubljeni u Yonkersu (Neil Simon). Nakon debija 1971. godine kao "Majka Natividad" u filmu Un Guapó del 900, Zorrilla se pojavila u više od 40 argentinskih filmova. Godine 1984. osvojila je nagradu za najbolju glumicu na Filmskom festivalu u Havani.

### Smrt
Zorrilla je umrla 17. rujna 2014. godine od upale pluća u bolnici u Montevideu, Urugvaj, u dobi od 92. godine. Vlada Argentine i Urugvaja proglasila je dva dana nacionalne žalosti nakon njezine smrti.